# 露纹角

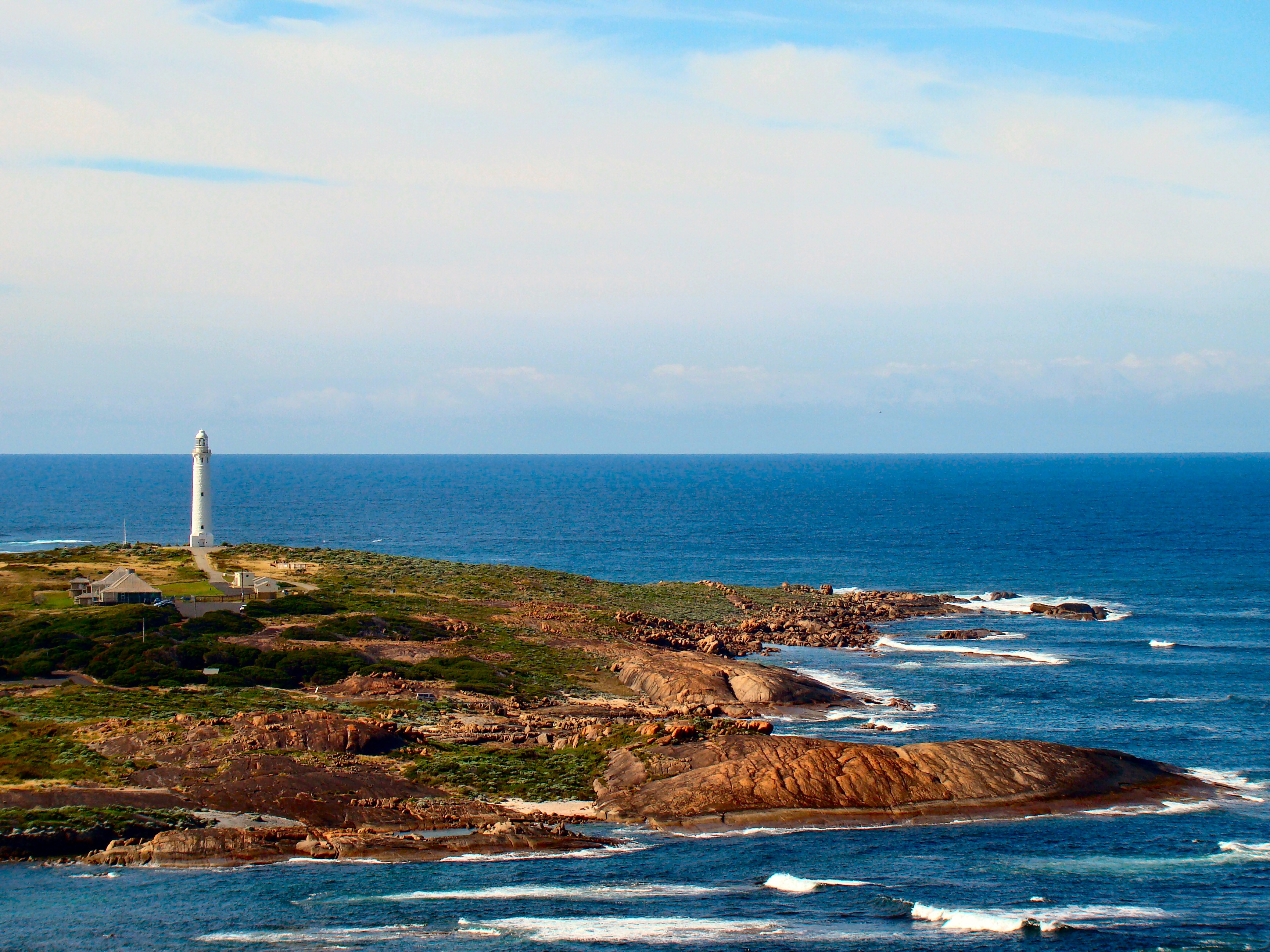
由北向南看露纹角與露纹角灯塔

露纹角 （英語：Cape Leeuwin，發音： i/ˈluːwɪn/；為荷蘭語母獅之意）位於澳大利亞大陸的西南端。露纹角通常會與附近的纳多鲁列斯角（Cape Naturaliste）歸納為同一個海岬。露纹角亦是三大海岬之一。
露纹角再往南的海域，是一些小島、岩礁，以及聖阿卢恩群岛。而最接近的定居點，是位於露纹角北方的奥古斯塔。露纹角的東南方則是露纹角灯塔所在位置。
澳大利亞主張露纹角是印度洋與南冰洋的接觸點，但大部份其他國家都主張南冰洋是位於南緯60度線以南。

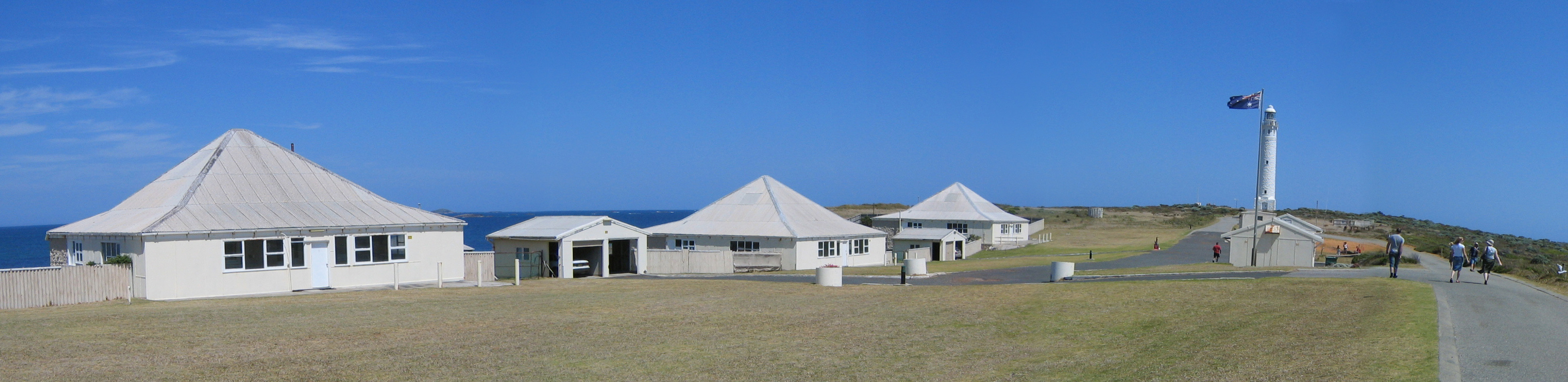
露纹角附近的灯塔和小屋

## 名稱
「露纹角」一名，是以第一艘到達露纹角的船名命名。有不少地名或有關航海的事物都會以「露纹角」來命名，例如露纹-纳多鲁列斯国家公园。而澳洲皇家海軍的露纹级勘测船（Leeuwin class survey vessel）亦是以露纹角命名。

## 歷史

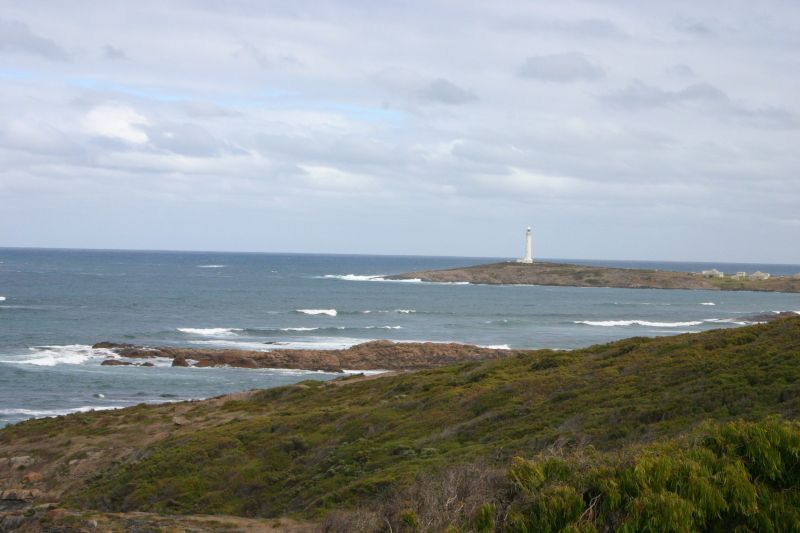
露纹角的西面。

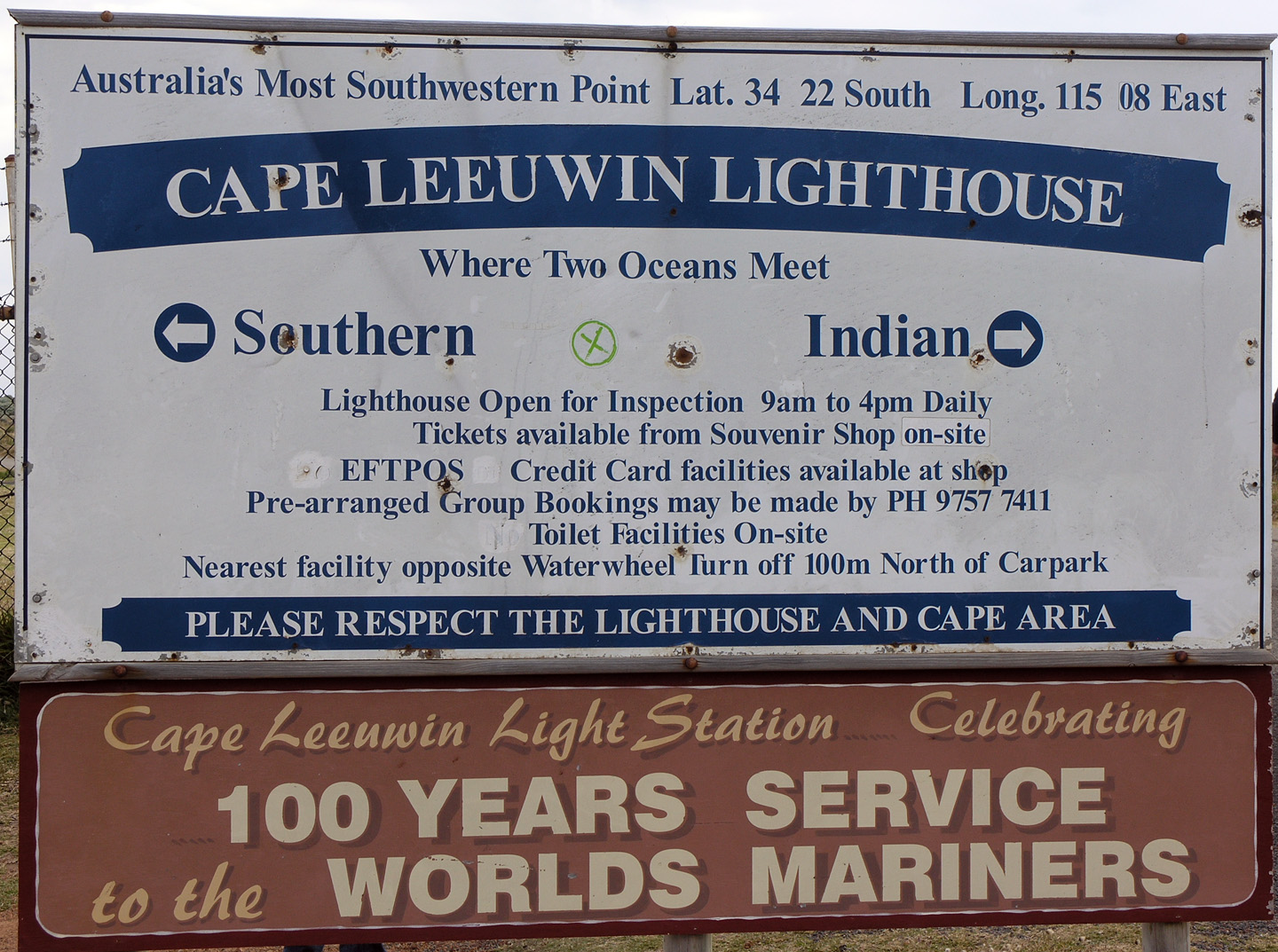
露纹角燈塔的告示牌。

大航海時代有紀錄以來第一艘到達露纹角海域的船，為荷蘭東印度公司所屬蓋倫帆船「露纹」（意為母獅）。露纹在1622年到達露纹角，並繪製了露纹角附近的海岸线。露纹的航海日志已無跡可尋，因此這次發現露纹角的航程相關的資料很少。但是，由露纹發現的海岸线卻成功於1627年由凯瑟尔·格里特茲紀錄下來。而這段海岸线就是現在哈梅林湾和特尔卡斯托点之間的海岸線。
在之後兩個世紀中，很多歐洲船隻航經露纹角，包括於1627年由弗朗索瓦·泰斯仙指揮的荷蘭船隻Ţ·古尔登皂和於1772年由圣路易斯阿伦阿卢恩指揮的法國船隻格罗斯企業號。
有紀錄以來第一個看見露纹角的人是布鲁尼当特尔卡斯托。他於1791年看見了露纹角，並誤以為它是一個島嶼，因此將它命名為圣阿卢恩島，以讚譽其船長圣阿卢恩。十年後，馬修·福林達斯开始调查露纹角，並以第一個到達露纹角的船名「露纹」命名露纹角。福林達斯後來更到達位於露纹角東方的弗林德斯湾。
事實上，最接近露纹角的島嶼為聖阿卢恩群岛。

## 國家公園
在露纹角燈塔的西面，就是露纹-纳多鲁列斯国家公园。国家公园中有大量的的荒地植被和灌丛草地，而這種地理環境為很多植物和鳥類提供一個合適的居住環境。在露纹角東面就是弗林德斯湾。

## 沉船
很多沉船都是在燈塔照明範圍外的露纹角、纳多鲁列斯角和哈梅林湾中觸礁沉沒。在露纹角眾多的沉船中，贝尔法斯特建造的汽船SS伯里克利也是其中之一。SS伯里克利在1910年一個天晴的日子中触及一個岩礁後沉沒。沉船在1957年為汤姆·斯奈德所發現。

## 外部連結
- 灯塔列表

34°22′27″S 115°08′09″E / 34.37417°S 115.13583°E